# Sappho

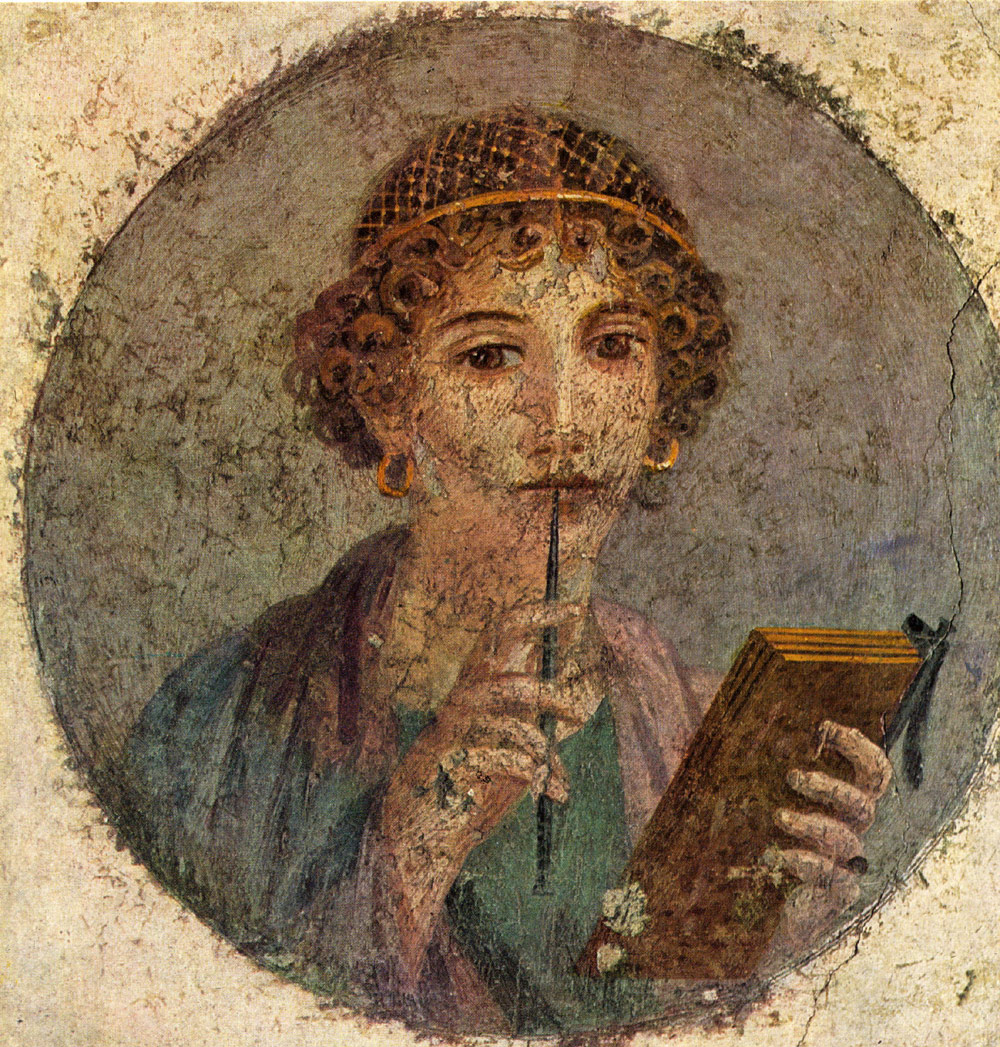
Sappho, Fresco, Archäologisches Nationalmuseum Neapel

Sappho (attisch und neugriechisch Σαπφώ Sapphṓ, deutsche Aussprache meist [⁠ˈzapfoː⁠], klassisch [⁠sapʰːɔ̌ː⁠]; * zwischen 630 und 612 v. Chr.; † um 570 v. Chr.) war eine antike griechische Dichterin. Sie gilt als wichtigste Lyrikerin des klassischen Altertums und hat kanonische Bedeutung. Sappho lebte in Mytilene auf der Insel Lesbos in der Nordägäis, dem kulturellen Zentrum des 7. vorchristlichen Jahrhunderts. In ihren Dichtungen spielt die erotische Liebe eine wichtige Rolle. Nach heutigen Schätzungen sind nur etwa sieben Prozent ihres Gesamtwerks erhalten geblieben.

## Name

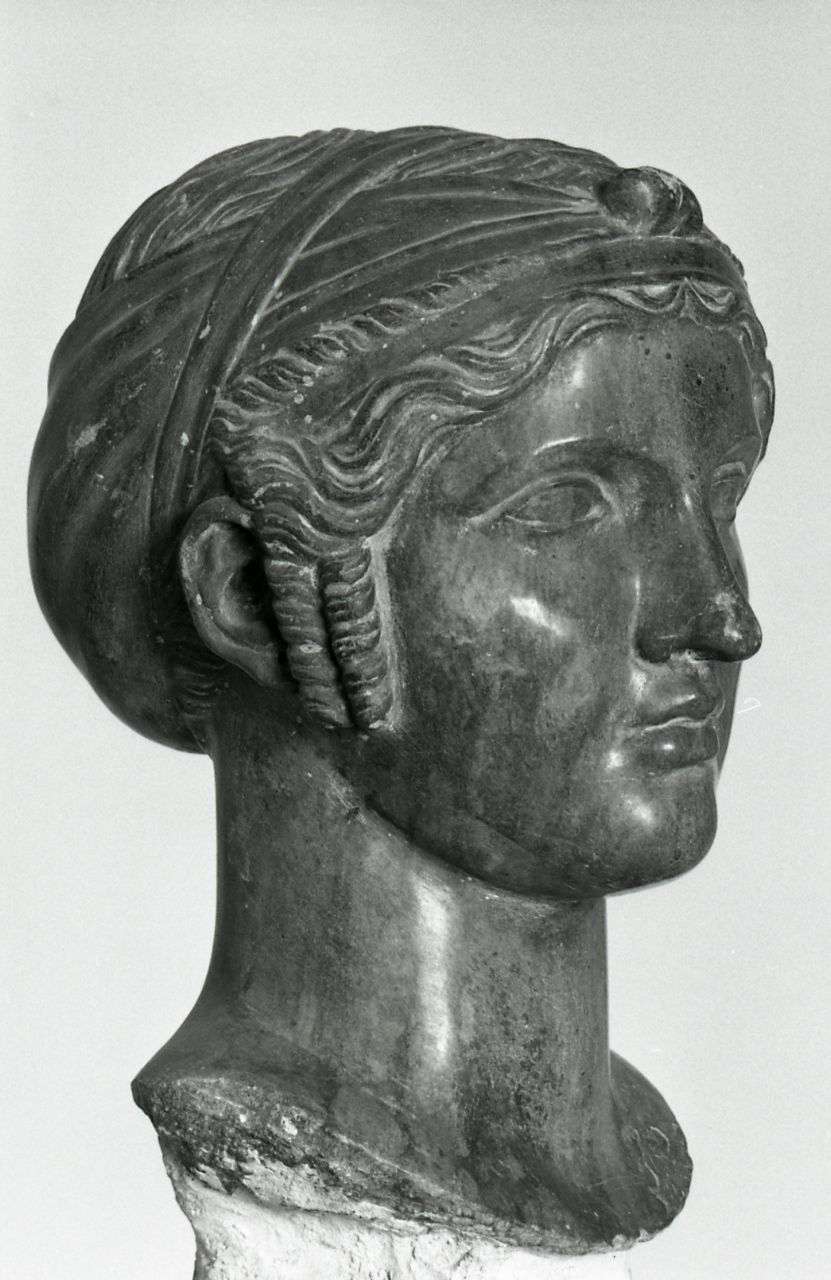
Porträt von Sappho, Museo Nazionale Romano, Palazzo Massimo alle Terme, Rom. Foto von Paolo Monti, 1969.

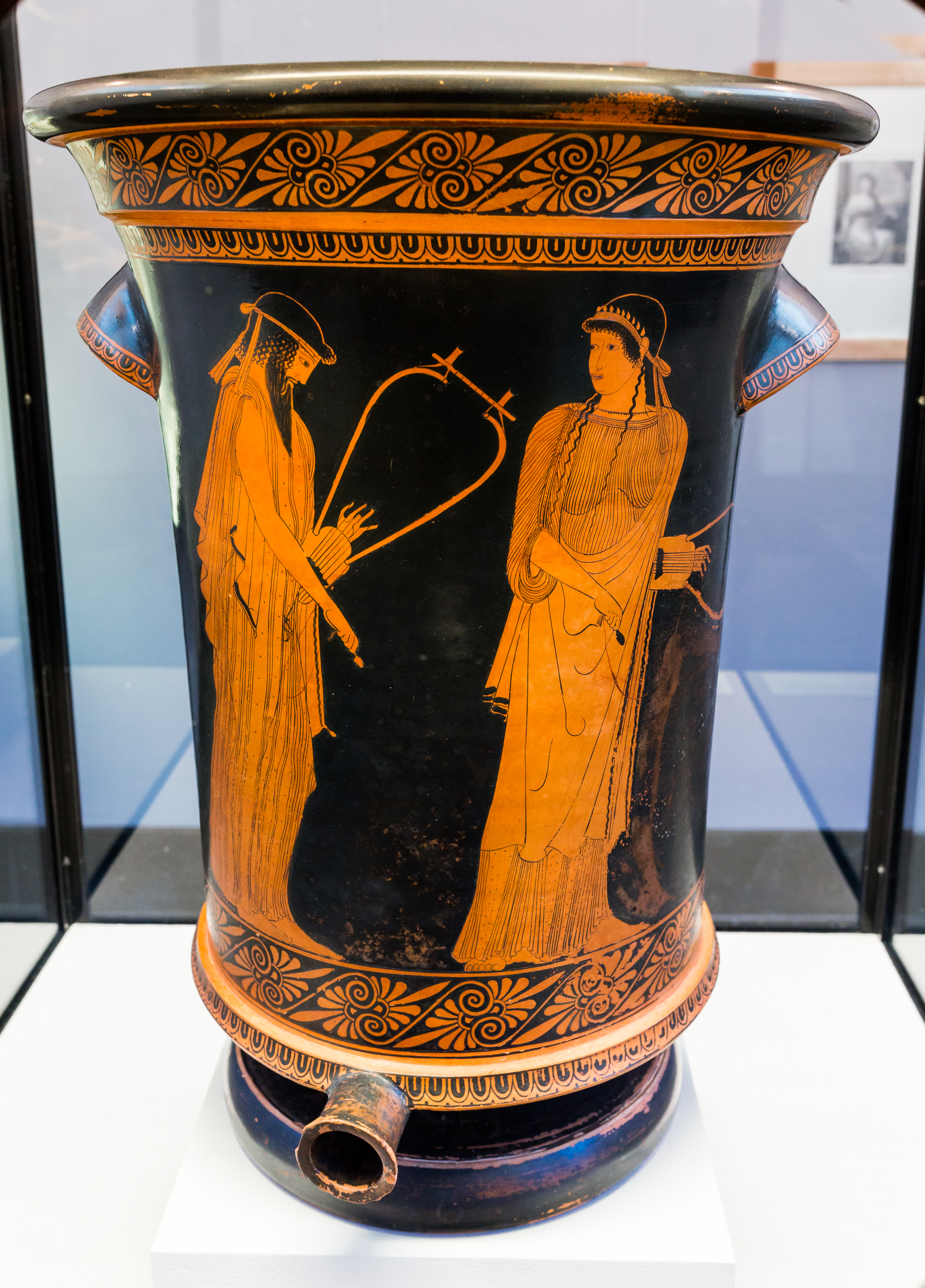
Darstellung von Sappho und Alkaios auf einem Kalathos, um 470 v. Chr., Staatliche Antikensammlungen, München Inv. 2416

Sappho nennt sich in ihren Texten selbst Ψάπφω Psapphō, klassische Aussprache [psápʰːɔː]. Eine ähnliche Schreibung findet sich nur auf einer schwarzfigurigen Hydria im Nationalmuseum Warschau, wo der Dichterin der (eventuell verschriebene) Name Psathō zugewiesen ist. Alle anderen antiken Autoren und Inschriften benutzen hingegen die heute gebräuchliche Form Sápphō. Dies gilt auch für Sapphos Landsmann und Zeitgenossen Alkaios; die unterschiedlichen Schreibweisen lassen sich schwerlich als im Laufe der Zeit eingetretene oder dialektal bedingte Veränderungen erklären. Unter Umständen begann ihr Name, der sich auf keine griechische Wurzel zurückführen lässt, mit einem im anatolischen Raum benutzten Zischlaut, der sich im griechischen Alphabet nur unvollkommen wiedergeben ließ und daher unterschiedlich transliteriert wurde.

## Leben
Das Leben der Sappho ist nur in späteren Legenden aufgezeichnet. „Dank antiker Quellen und autobiografischer Hinweise aus ihren Werken“ kann ihr Leben ansatzweise wiedergegeben werden. Sie entstammte einem alten mytilenischen Adelsgeschlecht. Das Marmor Parium überliefert, dass Sappho aus Mytilene verbannt worden und nach Sizilien gefahren sei. Diese Verbannung, die sie wohl nur als Familienmitglied traf und nicht ihr persönlich galt, geschah zwischen 604/03 v. Chr. und 596/95 v. Chr. Um das Jahr 591 v. Chr. kehrte sie nach Lesbos zurück und versammelte dort eine Gruppe junger Mädchen vornehmer Herkunft als Schülerinnen um sich. Sie unterrichtete die jungen Frauen in musischen Fertigkeiten wie Poesie, Musik, Gesang und Tanz und trat mit ihnen bei Festen zu Ehren der Götter auf.
Nach Chamaileon von Herakleia hieß ihr Vater Skamandros oder Skamandronymos, letztere Namensform gibt auch Herodot. Laut Chamaileon war der Name ihrer Mutter Kleis, der ihrer Brüder Charaxos, Erigyios und Larichos. Ihren eigenen Zeugnissen nach hatte sie eine Tochter, die sie wohl als Kleïs in einem Fragment direkt anspricht und deren Gestalt sie mit der goldener Blumen vergleicht. Auch die Suda nennt eine Tochter Kleïs, außerdem den Vater des Kindes, einen ansonsten nicht bezeugten Ehemann namens Kerkylas von der Kykladeninsel Andros.
Ins Reich späterer Legendenbildung muss auch die bereits bei Menander und bei Ovid vorausgesetzte Behauptung verwiesen werden, Sappho habe sich aus unerwiderter Liebe zu Phaon von einem Felsen gestürzt. Da die mythische Tradition den mit göttlicher Schönheit ausgestatteten Phaon als Fährmann zwischen Lesbos und Kleinasien lokalisierte, dürfte nicht zuletzt die geographische Nähe zur Heimat der Sappho die Entstehung dieser Konstruktion begünstigt haben.

## Werk

### Überblick

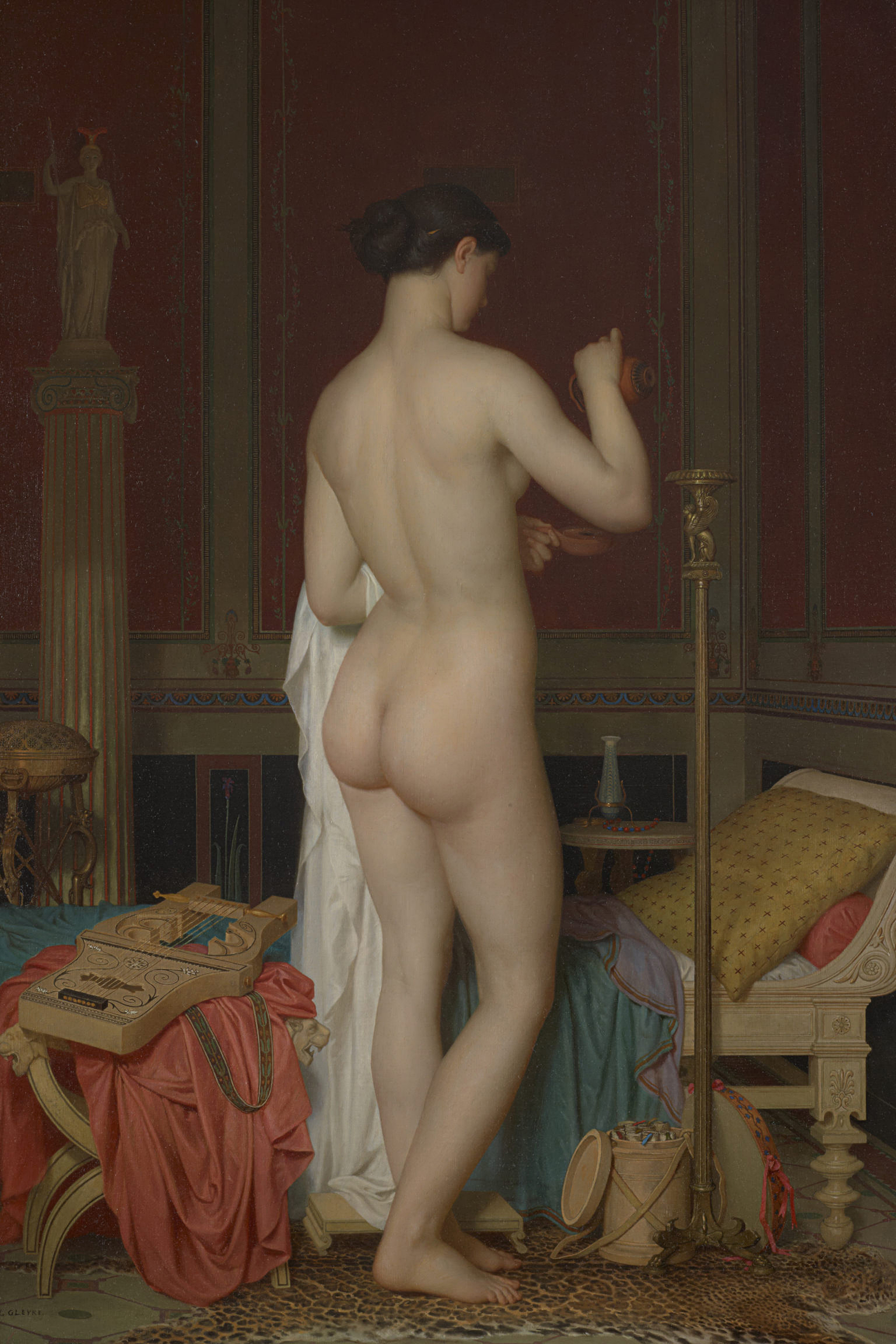
Sappho geht zu Bett
Charles Gleyre (1867)

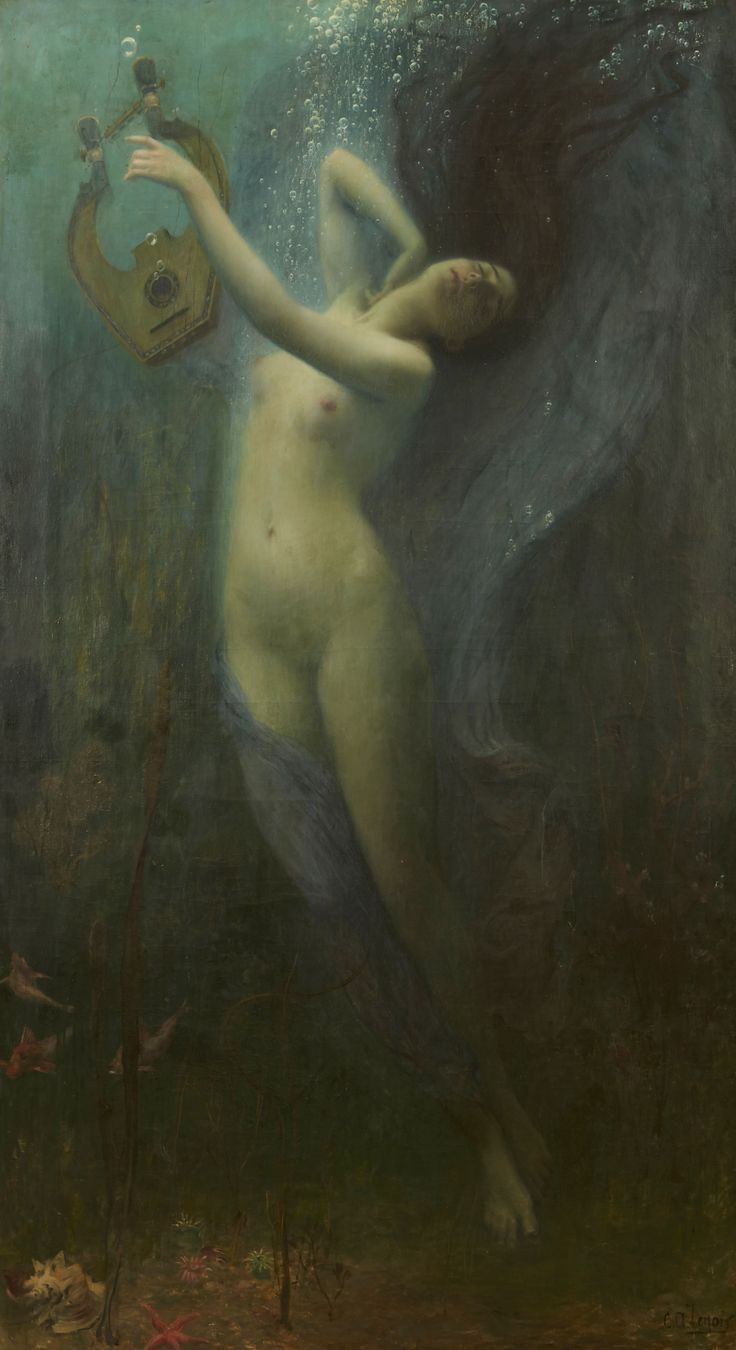
La Mort de Sapho
Charles-Amable Lenoir (vor 1896)

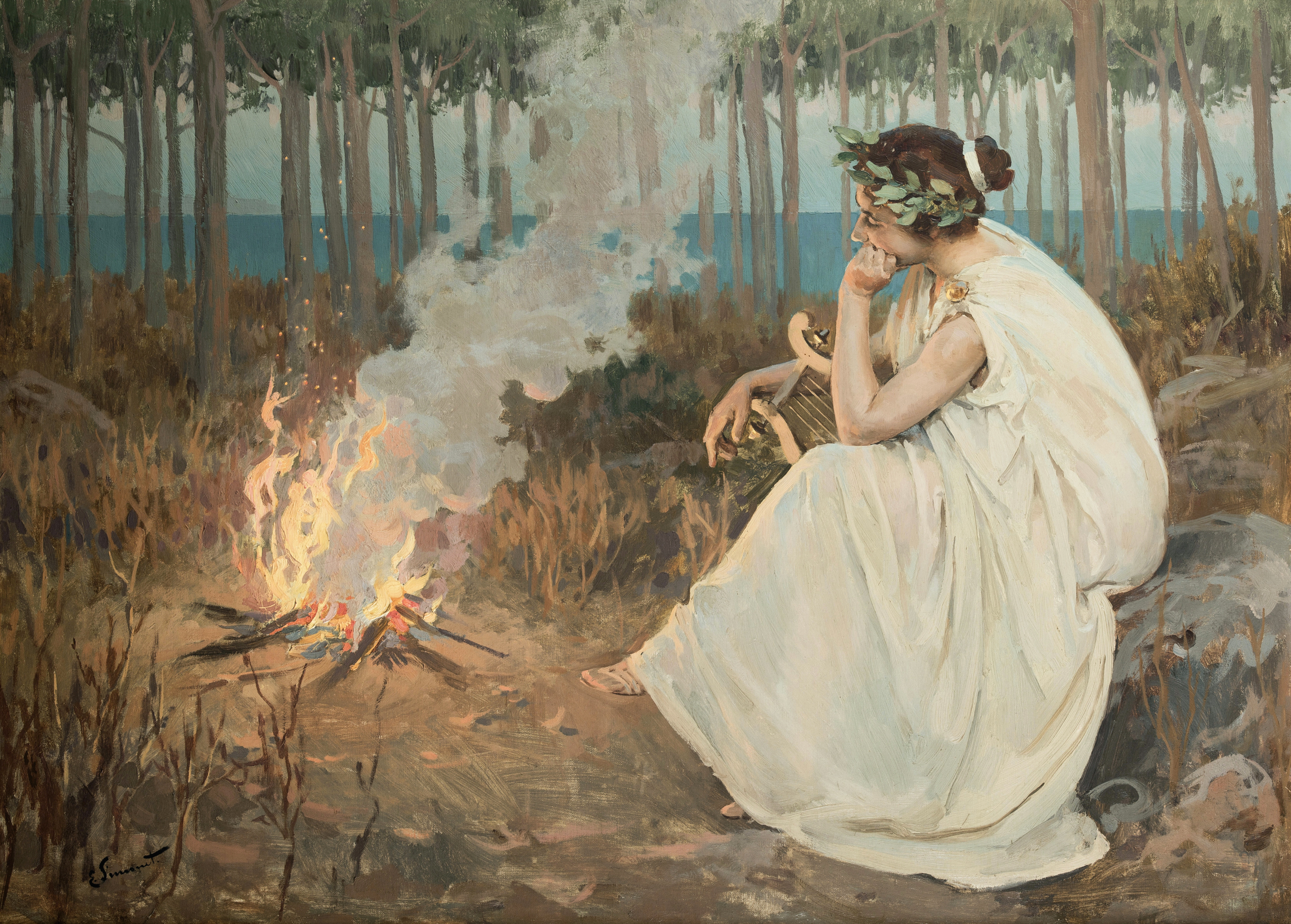
Sappho
Enrique Simonet

Zum Werk der Sappho gehörten Götterhymnen, Hochzeits- und Liebeslieder, die in der Antike in neun Büchern gesammelt waren, heute jedoch alle verloren sind. Die Überlieferung muss sich daher auf Verweise und Zitate anderer Autoren oder auf Papyrusfragmente stützen. Bis heute konnten nur vier ihrer äolischen Gedichte auf diese Weise mit hinreichender Sicherheit rekonstruiert werden. Eines der letzten davon wurde erst im Jahre 2004 bekannt, als die beiden Professoren Michael Gronewald und Robert Daniel vom Institut für Altertumskunde der Universität zu Köln im Jahr 2002 auf einem Papyrus, der als Mumienkartonage verwendet worden war, Teile davon fanden und zur Rekonstruktion einsetzen konnten (Inventar-Nr. 21351 und 21376). Ein weiteres wurde im Jahre 2005 entdeckt. Fragmente von zwei weiteren bisher unbekannten Gedichten, darunter das sogenannte „Brüdergedicht“, in dem Sappho die Heimkehr ihres älteren Bruders Charaxos besingt und auch ihren jüngeren Bruder Larichos erwähnt, wurden 2014 von dem amerikanischen Papyrologen Dirk Obbink entdeckt.
Sappho gilt als die bedeutendste Lyrikerin der Antike; besonders gerühmt wurde im Altertum ihre klare und ausdrucksstarke Sprache, durch die sie unter anderem zum Vorbild des römischen Dichters Horaz wurde. Auch Catull beeindruckten Sapphos Werke, so dass er sie sogar in seinen Gedichten zitierte (z. B. carmen 51, 62). Zwei Jahrhunderte nach ihrem Tod schätzte Platon ihre Lyrik so sehr, dass er Sappho als zehnte Muse bezeichnete. Oft wurde sie in der antiken Rezeption als Homer in Frauengestalt gesehen, und Friedrich Schlegel schrieb 1798 dazu: „Hätten wir noch die sämtlichen sapphischen Gedichte: vielleicht würden wir nirgends an Homer erinnert.“
Ihre Lieder, in denen sie die Schönheit ihrer Freundinnen, Schülerinnen und vor allem auch ihrer Tochter besingt, sind im Anschluss an ein Scholion zu Martials Epigramm 7,67 seit Domizio Calderini (1474) auf die Liebe Sapphos zu Frauen bezogen worden; von dieser Interpretation des Martialepigramms leitet sich die Bezeichnung „lesbische“ oder „sapphische“ Liebe für weibliche Homosexualität her.
Die vierzeilige sapphische Strophe ist nach ihr benannt und geht auf sie zurück. Sie erfand mit ihr eine neue lyrische Form einer Monodie.
Nach dem griechischen Rhetor und Grammatiker Athenaios (2./3. Jahrhundert n. Chr.) soll Sappho die „mixolydische Weise“, eine Oktavgattung des griechischen Tonsystems, erfunden haben. Der „leidenschaftliche Charakter“ dieser Melodieweise scheine „tatsächlich der temperamentvollen Sprache der Dichterin zu entsprechen.“

### Textbeispiele
Δέδυκε μὲν ἀ σελάννα …
Im aiolischen Dialekt des Altgriechischen:
Δέδυκε μὲν ἀ σελάννα

καὶ Πληίαδες· μέσαι δὲ

νύκτες, πάρα δ᾿ ἔρχετ ὤρα·

ἔγω δὲ μόνα κατεύδω
Die Mondin ist hingesunken

Mit ihr die Pleiaden. Mitte

Der Nacht. Es vergehn die Stunden.

Doch ich muss alleine schlafen.
Bitte an Kypris (Fragment „Sappho 2“)
Aphrodite. Allmächtige komm vom Äther herab …

zu deinem Tempel. einst von Kretern erbaut.

Unter den Apfelbäumen des heiligen Hains.

als sie dir Opfer brachten auf den Altären.

schwelten damals der kühlenden Quelle entlang

Wolken von Weihrauch.

Immer noch rinnt das Wasser. von Zweigen beschattet.

zum Garten hinab und tränkt mir die Rosen der Laube.

wo ich voll Seligkeit, während sie lautlos entblättern, Kypris erwarte.

Drüben. dort auf der Weide tummeln sich Pferde.

grasen im Klee und in den reifenden Ähren.

Süßer Geruch von Blumen weht von der Wiese

hierher zu mir.

Göttin der Liebe! Empfange mein Blumengebinde.

Komm und erscheine uns. Fülle die goldenen Schalen.

mische mit Nektar den Wein und schenke uns eine

himmlische Freude.

## Rezeption

### Sappho-Darstellung in Opern

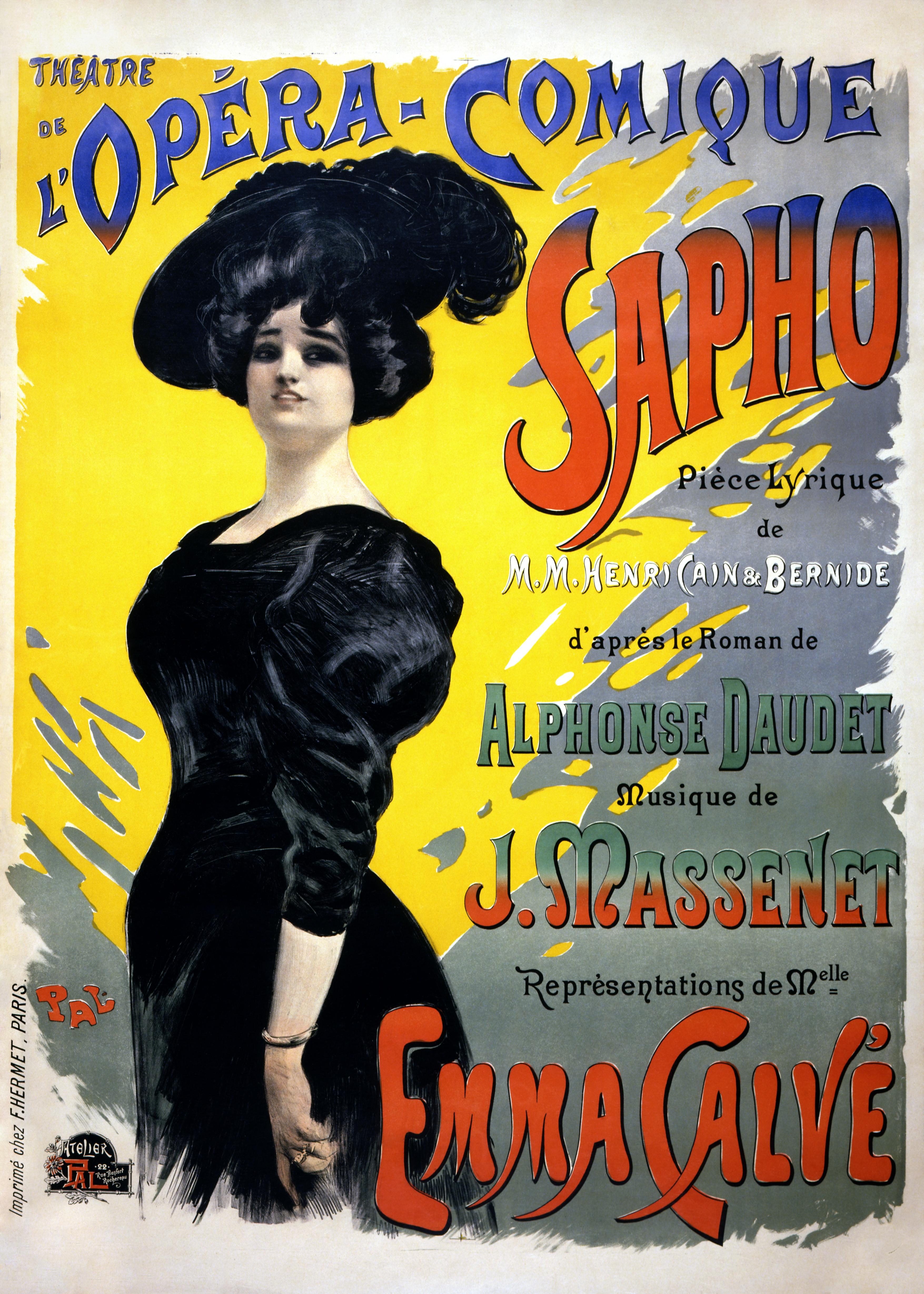
Plakat für Massenets Oper Sapho

Ausgehend von Frankreich entstanden eine Reihe Opernkompositionen mit dem Sujet Sappho.
18. Jahrhundert:
- Felice Giardini: Sappho, nicht erhalten, um 1778, Uraufführung vermutlich in London
- Niccolò Piccinni: Phaon, September 1778, Choisy-le-Roi, Libretto: Claude-Henri Watelet
- Johann Simon Mayr: Saffo, ossia i riti d’Apollo Leucadio, 17. Februar 1794, Venedig, Teatro La Fenice, Libretto: Simeone Antonio Sografi
- Jean-Paul-Égide Martini: Sapho, 12. Dezember 1794, Paris, Théâtre Louvois. Dieser Oper aus der Zeit der Französischen Revolution liegt das Libretto von Constance-Marie Pipelet de Leury zugrunde.

19. Jahrhundert:
- Friedrich August Kanne: Sappho, 1810(?)
- Luigi Mosca: Il salto di Leucade (Der Sprung vom Leukadischen Felsen), 1812, Neapel
- Anton Reicha: Sapho, 1822, Paris
- Johannes Bernardus van Bree: Saffo, 1834, Amsterdam, Libretto: J. van Lennep
- Giovanni Pacini: Saffo, 1840, Neapel, Libretto: Salvadore Cammarano. Eine der erfolgreichsten Opern über die antike Dichterin.
- Giovanni Battista Ferrari: Saffo, 1841, Venedig, Teatro La Fenice
- Charles Gounod: Sapho, 16. April 1851, Paris, Libretto: Émile Augier
- Eugène Delavault: Sapho, 1876
- Jules Massenet: Sapho. Pièce lyrique, 1897, Paris, Libretto: Henri Cain nach dem Roman Sapho: moeurs parisiennes von Alphonse Daudet (1884; deutsch: Sappho, Pariser Sittenbild 1884)
- Mykola Lyssenko: Sappho, 1900

20. Jahrhundert:
- Charles Louis Paul Cuvillier: Sapho. Operette, 1912, Libretto: André Barde/Michel Carré
- Hugo Kaun: Sappho, 1917, Leipzig, nach Franz Grillparzers Trauerspiel
- Peggy Glanville-Hicks: Sappho, Kompositionsauftrag der San Francisco Opera 1963, mit dem Gedanken, Maria Callas könne die Titelpartie übernehmen, Komposition abgeschlossen 1965, vom Opernhaus abgelehnt, nie aufgeführt, CD-Produktion Lissabon 2012, Libretto der Komponistin nach dem Drama Sappho von Lawrence Durrell sowie Sappho-Übersetzungen von Bliss Carman[21]
- Wilbur Lee (Will) Ogden: The Awakening of Sappho, Chamber Opera, Spieldauer ca. 30 min, Uraufführung 1979 oder 1980, Libretto des Komponisten nach dem Drama von Lawrence Durrell

Hinzu kommen weitere Kompositionen für die Bühne, beispielsweise Schauspielmusiken (Carl Maria von Weber, 1818, mindestens ein Chor Heil dir, Sappho! zu Franz Grillparzers Trauerspiel), Ballette (Johann Nepomuk Hummel, Sappho von Mytilene oder Die Rache der Venus op. 68, Wien 1812), Melodramen (anonym, „J. J. H‑b‑r“, Sappho, 1790; Bernhard Anselm Weber, Sappho, Berlin 1816, nach Friedrich Wilhelm Gubitz). Zu Carl Orffs Sappho-Vertonungen in Trionfo di Afrodite siehe unten.

### Vertonungen von Gedichten Sapphos
Die Komposition von Vokalwerken auf echte Texte der Sappho setzt erst spät ein, abhängig vom Verfügbar-Werden griechischer Texte und moderner Übersetzungen.
- Charles Gounod: À une jeune grecque („De la belle Timar c’est ici le tombeau“). Lied für Gesang und Klavier, komponiert um 1885–1891, Übersetzung: Prosper Yraven[22] (vgl. die wesentlich früher geschriebene Oper desselben Komponisten)
- Granville Bantock: Sappho. Prelude and Nine Fragments for mezzo soprano and orchestra, 1905, Text: Helen Maude Francesca Bantock nach der Sappho-Prosaübersetzung von Henry Thornton Warton
- Botho Sigwart Graf zu Eulenburg: Ode der Sappho. In der Übersetzung von Grillparzer und im Original, mit Pianofortebegleitung, op. 18, Melodram für Sprechstimme und Klavier, ca. 1912–1914, postumer Druck 1923
- Luigi Dallapiccola: Cinque frammenti di Saffo (= Liriche greche Nr. 1) für Singstimme und 15(?) Instrumente/Mezzosopran und Kammerorchester, komponiert 1942, Uraufführung Rom 1949, Text: italienische Übersetzung von Salvatore Quasimodo
- Goffredo Petrassi: Due liriche di Saffo („Tramontata è la luna“ und Invito all’Eràno: „Venite al tempio sacro delle vergini“), Text: italienische Übersetzung von Salvatore Quasimodo
- Hermann Reutter: Fünf antike Oden nach Gedichten von Sappho op. 57 für eine mittlere Frauenstimme, Bratsche und Klavier. 1947
- Carl Orff: Trionfo di Afrodite. Concerto scenico (= 3. Teil von Trionfi), auf Texte von Sappho, Euripides, C. Valerius Catullus (jeweils im griechischen bzw. lateinischen Original), Uraufführung Mailand 1953
- Argyris Kounadis: Nocturnes für Sopran und kleines Ensemble (3 Stücke), 1960
- Hans Studer: Die Fragmente. Sieben Gesänge nach altgriechischen Gedichten für Sopran, Flöte, Oboe, Klarinette und Fagott (auf Texte von Alkaios, Sappho, Platon, Meleagros u. a.), 1962. Darin zwei Stücke nach Sappho in Übersetzungen von Eckart Peterich: Nr. 3: Die kretischen Mädchen und tanzten im Takt, Nr. 6: Schlaf du König der seligen Götter und sterblichen Menschen
- Harrison Birtwistle: Entr’actes and Sappho Fragments, 1962
- Dimitri Terzakis: Liturgia profana für Tenor, gemischten Chor, zwei Celli, Schlagwerk und Santuri, 1976/77. Mit Texten aus dem Hohelied Salomonis, der Hymne an Venus von Sappho und dem Ägyptischen Totenbuch.
- Dimitri Terzakis: Sappho-Fragmente für hohe Stimme und Klavier/Cymbal, 1977
- Cindy McTee: Songs of Spring and the Moon für Sopran und 8 Instrumente, 1983, Text: Willis Barnstone nach Sappho
- Hans-Jürgen von Bose: Sappho-Gesänge für Mezzosopran und Kammerorchester, 1983
- Wilfried Hiller: Sappho-Fragmente für Mädchenchor, Flöte und Cello, 1997
- Esa-Pekka Salonen: Five Images after Sappho für Sopran und Kammerensemble, 1999
- Aribert Reimann: Drei Gedichte der Sappho für Sopran und neun Instrumente, komponiert nach einer Übertragung von Walter Jens, Uraufführung Hannover 2000. Mainz: Schott Musik International, 2000 (Partiturnummer 50403).
- Angélique Ionatos (Komposition und Gesang), Nena Venetsanou (Gesang): Sappho de Mytilène (CD-Album), Auvidis 2008 (1991); nach einer Übersetzung ins moderne Griechisch von Odysseas Elytis
- Claus Kühnl: Fünf Gesänge nach lyrischen Fragmenten der Sappho nebst einem Alterslied für Mezzosopran und Klavier, 2010
- Hans Wagner: Die Mondin ist hingesunken I. und II. Vertonung der Übersetzung von Ondřej Cikán im Soundtrack des Films Menandros & Thaïs, 2016.[23]
- Karola Obermüller: Untergegangen der Mond Sapphische Strophen für Countertenor/Bass und Ensemble, 2017.[24]
- Margarete Sorg-Rose: Dahin denn komme du, mit Kränzen, Kypris für Frauenchor a cappella, 2018. Nach einem Gedicht von Sappho in deutscher Übersetzung von Joachim Latacz

### Diverse Kompositionen
Hier sind (in Auswahl) einige Musikstücke zusammengestellt, die Sappho zum Sujet haben, im Titel führen oder Texte anderer Autoren vertonen.
- John Blow: Sappho to the Goddess of Love („Oh Venus! Daughter of the mighty Jove!“) und Sappho to the Goddess of Beauty („Happy the man who languishing doth sit“), gedruckt in Amphion Anglicus, 1700
- Ludwig Berger: Sapho, für Violine, Orchester und Klavier
- John Wall Callcott: Sappho to Phaon, für Sopran, Chor und Cembalo
- John Danby: When Sappho tun’d the raptur’d strain, auch von anderen vertont
- Carlos Ehrensperger: Sapphos Gesang (1963) für gem. Chor und Ensemble
- Friedrich August Kanne: Anakreon und Sappho, für Sopran und Klavier (vgl. die Oper desselben Komponisten)
- Désiré Beaulieu: Sapho à Leucade (Sappho auf Leukas). Scène lyrique (Uraufführung 1813, Text von J. A. Vinaty)
- Johannes Brahms: Sapphische Ode op. 94,4 („Rosen brach ich nachts“), Lied für Gesang und Klavier, 1883/1884, Druck 1884, Text: Hans Schmidt (keine Sappho-Übersetzung, aber im Versmaß der Sapphischen Strophe)
- Louis Lacombe: Sappho. Preiskantate der Weltausstellung 1878
- Adolphe Gauwin: Sapho. Valse pour piano, Druck Paris 1901
- Waldemar von Baußnern: Gesang der Sappho, für Alt und Klavier
- Anton Schoendlinger: Das Grab der Sappho („Also bedeckest du äolische Erde die Sappho“), für Sopran und Orchester, komponiert 1975, Text: Johann Gottfried Herder.
- Margarete Sorg-Rose: 2. Sinfonie "Sapphos Traum" für Streichorchester (2022)[25]
- Karola Obermüller: ...silbern. Sapphische Strophen für Bassflöte solo, 2011.[26]
- Barbara Thompson: Ode to Sappho (1992, Mood Records – CD 6382)

### Literarische Darstellungen
Im deutschsprachigen Raum lassen sich über 1.000 literarische Bearbeitungen von Sappho nachweisen, die bis ins 15. Jahrhundert zurückreichen.
- Christoph Martin Wieland: Gespräche im Elysium 1780–1782 (darin das III. Gespräch)
- Friedrich Wilhelm Gubitz: Sappho. Monodrama. Maurer, Berlin 1816 (Digitalisat bei Google Books)
- Franz Grillparzer, Sappho. Trauerspiel in fünf Aufzügen. Wallishausser, Wien 1819 (Digitalisat und Volltext im Deutschen Textarchiv; Erstaufführung: Burgtheater Wien, 1818)
- Aspazija: Sapphos Lieder. Gedicht in der Übersetzung der Autorin in: Lettische Lyrik. Eine Anthologie. A. Gulbis Verlag, Riga 1924, S. 53 f. (Digitalisat im Internet Archive); das lettische Original (Sapfoa) erschien 1923 in dem Gedichtband Ragana nakts (Hexennacht), S. 115
- Lawrence Durrell: Sappho. Ein Drama in Versen. Rowohlt, Reinbek 1950 (Uraufführung: Deutsches Schauspielhaus Hamburg, November 1959; englischer Originaltitel: Sappho)
- Martha Rofheart: Ich heiße Sappho. Molden, München 1980, ISBN 3-217-00696-8
- Monique Wittig: aus deinen zehntausend Augen Sappho. Amazonen Frauenverlag, Berlin 1984, ISBN 3-88171-005-1
- Joachim Fernau: Sappho. Ein griechischer Sommernachtstraum. Herbig, München 1986, ISBN 3-548-25141-2
- Siegfried Obermeier: Sappho. Nymphenburger Verlagsanstalt, München 2001, ISBN 3-485-00885-0
- Erica Jong: Sappho’s Leap, 2003 (dt. Sappho. Ullstein, Berlin 2004, ISBN 3-550-08490-0)
- Tami van Dalen: Sappho. „und dass ich dich lieben werde …“. Erinnerungen der Poetin und ihrer Hetären. Roman. Thiasos, Heinrichshofen 2005, ISBN 978-3-9810614-0-6

### Bildnerische Darstellung
- Angelica Kauffmann: Sappho Inspired by Love, 1775
- Charles Mengin: Sappho, 1877
- Ernst Stückelberg: Sappho, 1897
- Sappho, Büste von Antoine Bourdelle, 1925
- Im Tafelservice berühmter Frauen von Vanessa Bell und Duncan Grant von 1934 ist ihr ein Teller gewidmet.

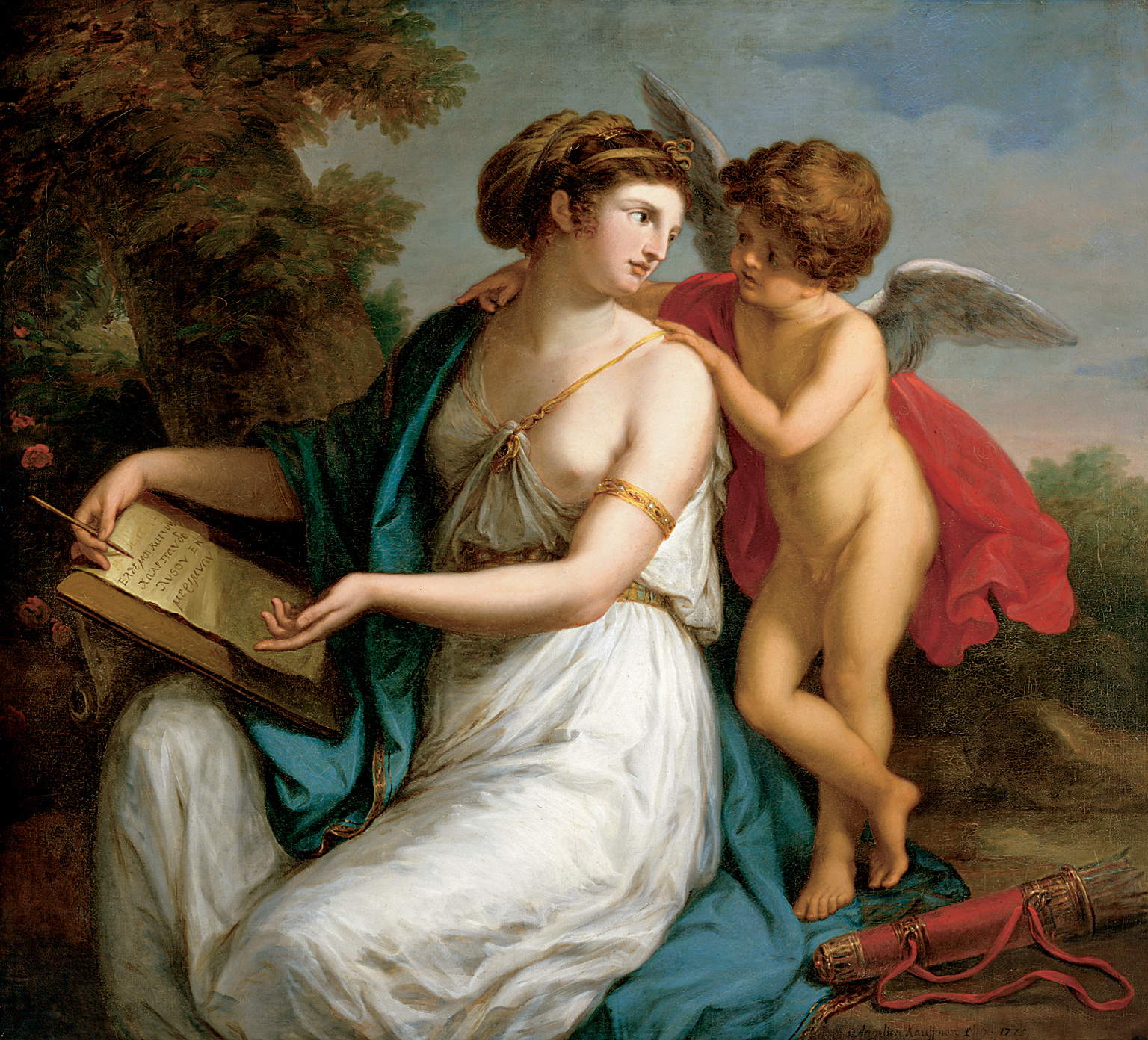
Sappho Inspired by Love, Angelica Kauffmann, 1775, John and Mable Ringling Museum of Art
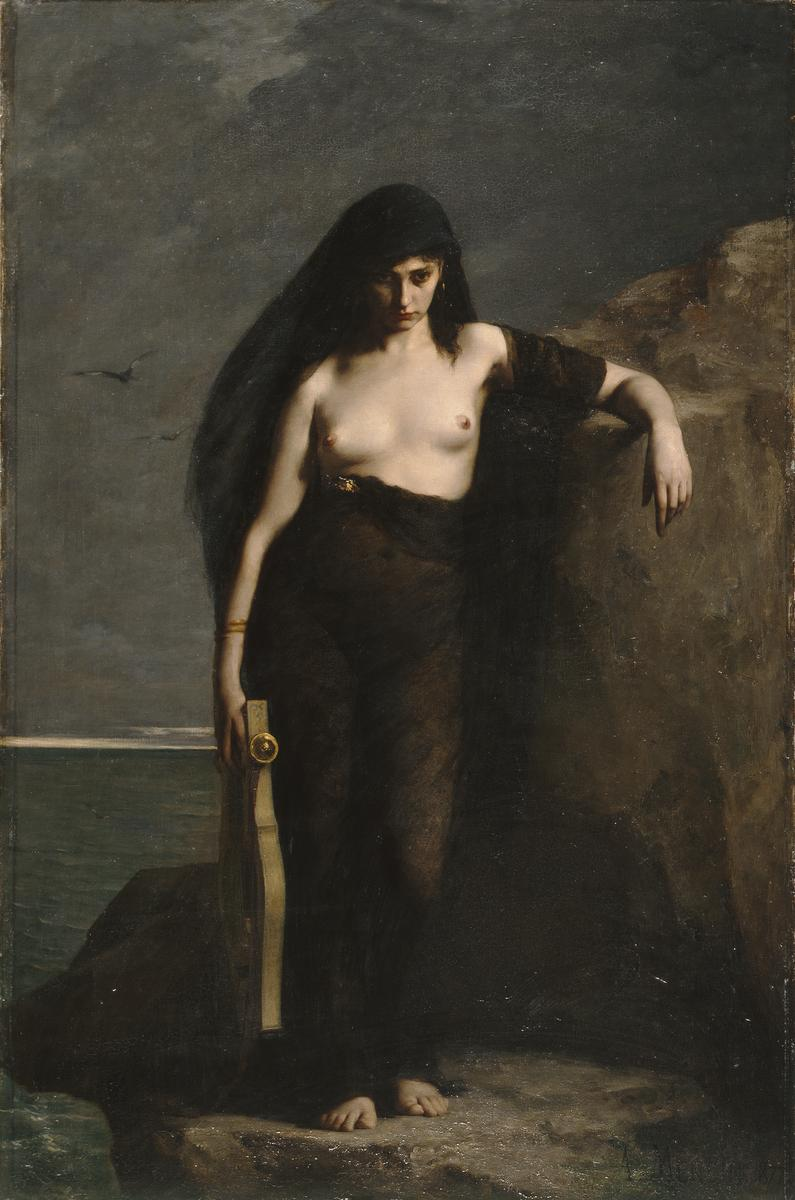
Sappho, Charles Mengin, 1877, Manchester Art Gallery
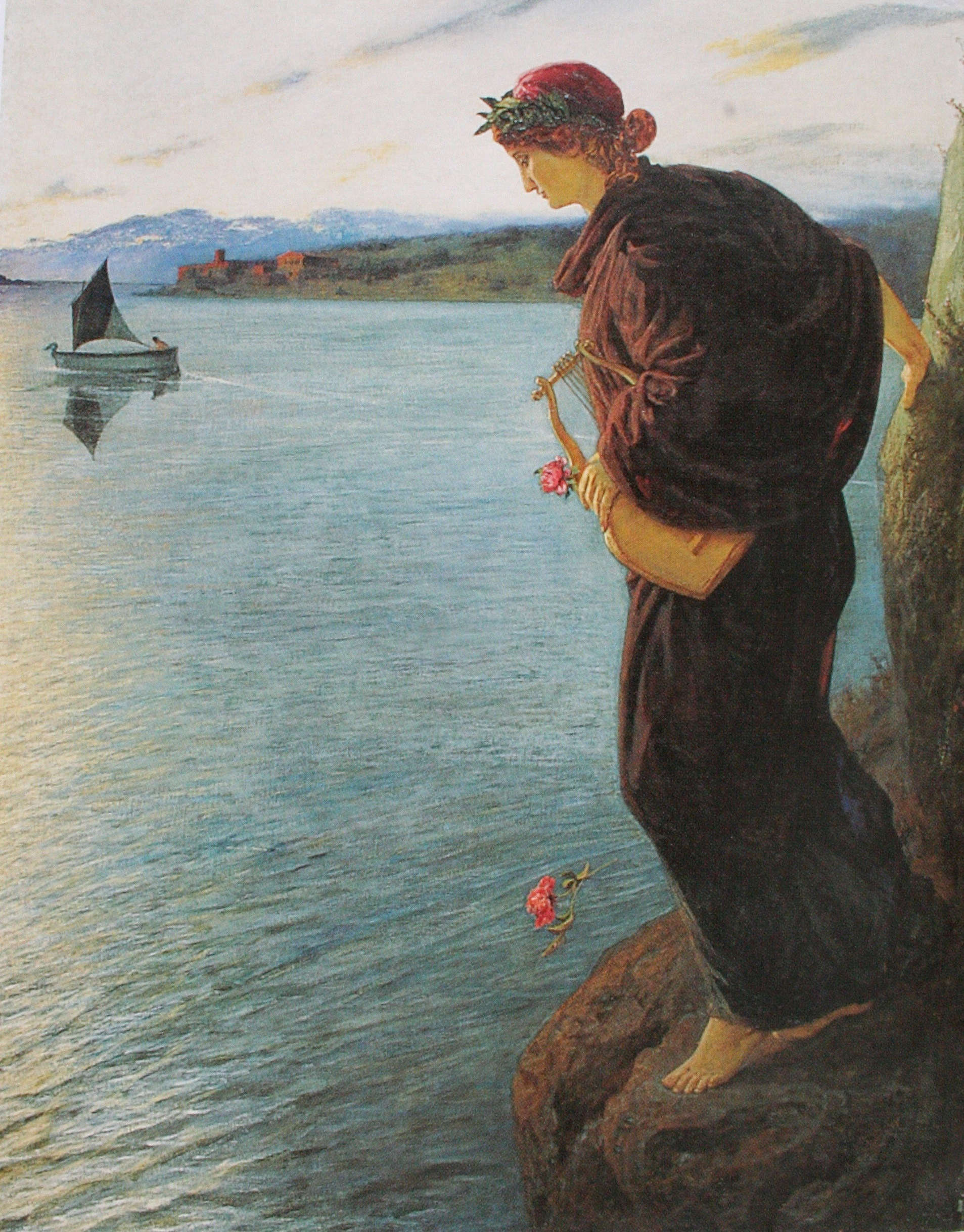
Sappho, Ernst Stückelberg, 1897, Kunsthaus Zürich
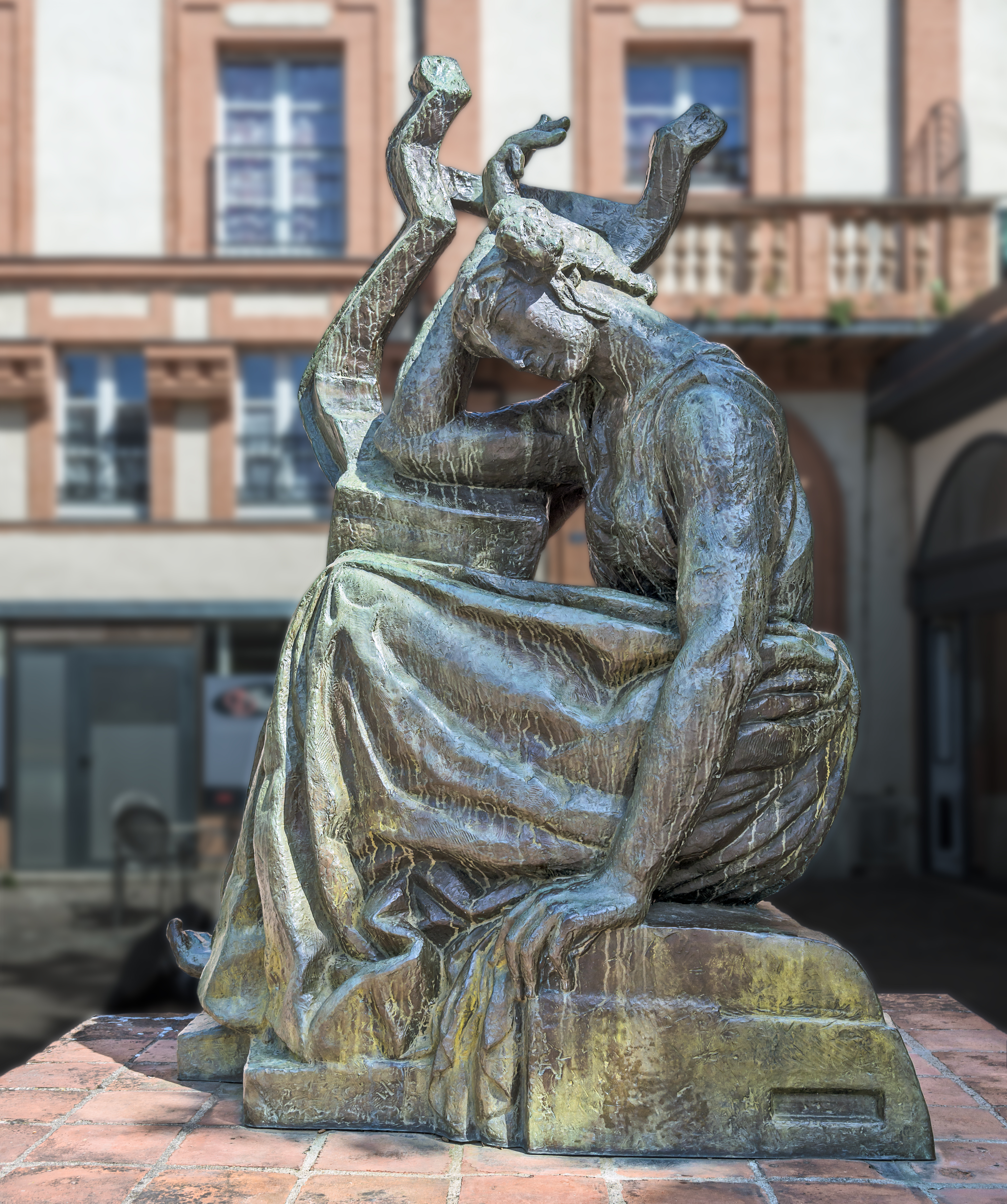
Sappho, Antoine Bourdelle, 1925

### Diverses im 20. und 21. Jahrhundert
- Der amerikanische Schriftsteller J. D. Salinger benannte seine 1955 in The New Yorker veröffentlichte Erzählung Hebt den Dachbalken hoch, Zimmerleute (Raise High the Roof Beam, Carpenters) nach einer Zeile aus dem Fragment LP 111. In der Erzählung wird als Quelle der fiktive Autor Irving Sappho der Elysium Studios GmbH angegeben.
- Der österreichische Komponist Georg Friedrich Haas widmete der Dichterin Sappho einen Musiktheaterabend „Nocturno“ in der Bundeskunsthalle Bonn. Uraufführung war am 23. März 2013.[29][30]
- 2014 gaben Michael Gratz und Dirk Uwe Hansen eine Anthologie mit dem Titel Muse, die zehnte. Antworten auf Sappho von Mytilene. heraus, in der Autoren wie Angelika Janz, Odile Kennel, Tobias Roth oder Armin Steigenberger sich lyrisch mit Sappho auseinandersetzen.[31]
- "Sappho", erotisches Liebesdrama von Robert Crombie. Kinostart war in der Ukraine am 5. März 2008.[32]

## Textkritische Ausgaben
- Poetarum Lesbiorum Fragmenta. Herausgegeben von Edgar Lobel und Denys Lionel Page. Clarendon Press, Oxford 1955.
- Sappho and Alcaeus. An Introduction to the Study of Ancient Lesbian Poetry. Herausgegeben von Denys Lionel Page. Clarendon Press, Oxford 1955 (zahlreiche Neuauflagen und Reprints, zuletzt 2001).
- Sappho et Alcaeus: Fragmenta. Herausgegeben von Eva-Maria Voigt. Athenaeum, Amsterdam 1971.
- Anton Bierl, André Lardinois (Hrsg.): The Newest Sappho: P. Sapph. Obbink and P. GC inv. 105, Frs. 1–4 (= Studies in Archaic and Classical Greek Song. Band 2 = Mnemosyne Supplements. Band 392). Brill, Leiden/Boston 2016.
- Saffo, testimonianze e frammenti. Introduzione, testo critico, traduzione e commento di Camillo Neri, Texte und Kommentare 68, Berlin/Boston: De Gruyter, 2021.

## Übersetzungen (umgekehrt chronologisch)
Altgriechisch – Deutsch:
- Sappho: Lieder. Griechisch/Deutsch. Übersetzt und herausgegeben sowie mit Anmerkungen und Nachwort von Anton Bierl. Reclam, Stuttgart 2021, ISBN 978-3-15-014084-0.
- Sappho. Und ich schlafe allein. Gedichte. Neu übersetzt von Albert von Schirnding. C. H. Beck, München 2013, ISBN 978-3-406-65323-0.
- Sappho. Scherben – Skizzen. Übersetzungen und Nachdichtungen von Dirk Uwe Hansen. Udo Degener Verlag, Potsdam 2012, ISBN 978-3-940531-70-4.
- Sappho: Gedichte. Griechisch – deutsch. Herausgegeben und übersetzt von Andreas Bagordo. Akademie Verlag, Berlin 2011, ISBN 978-3-05-005415-5.
- Sappho. Liebesgedichte. Auswahl von Marion Giebel, übersetzt von Joachim Schickel. Insel-Verlag, Frankfurt a. M. 2007, ISBN 978-3-458-34945-7.
- Sappho. Untergegangen der Mond. Lieder und Strophen, ausgewählt und neu übersetzt von Michael Schroeder. Artemis & Winkler, Düsseldorf 2006, ISBN 3-538-06318-4.
- Die schönsten Gedichte von Sappho. Altgriechisch-Deutsch. Herausgegeben und übersetzt von Kurt Steinmann. Diogenes Verlag, Zürich 2002, ISBN 978-3-257-70170-8.
- Dichtung der Antike von Homer bis Nonnos. Auswahl von Mark Lehmstedt. Directmedia, Berlin 2000 (= Digitale Bibliothek. Nummer 30; CD-ROM). (Sappho nach der Übersetzung von Dietrich Ebener.)
- Griechische Lyrik in einem Band. Übersetzt und herausgegeben von Dietrich Ebener. 2. Auflage. Aufbau-Verlag, Berlin/Weimar 1980.
- Sappho. Strophen und Verse. Übersetzt und herausgegeben von Joachim Schickel. Insel-Verlag, Frankfurt a. M. 1978, ISBN 3-458-32009-1.
- Sappho: Lieder. Griechisch und deutsch. Herausgegeben von Max Treu. 4., durchges. Auflage. Heimeran, München 1968.
- Sappho. Übersetzung Dr. Karl-Wilhelm Eigenbrodt / Zeichnungen Hannes Gaab, Eggebrecht-Presse Mainz, Dez. 1954 Zweite Ausgabe

Altgriechisch – Englisch:
- Sappho: A New Translation of the Complete Works. Übersetzt von Diane Rayor und André Lardinois. Cambridge University Press, Cambridge 2014, ISBN 978-1-107-02359-8.
- If not, winter. Fragments of Sappho. Herausgegeben und übersetzt von Anne Carson. Vintage Books, New York 2002, ISBN 0-375-72451-6.
- Greek Lyric. Band 1: Sappho and Alcaeus. Herausgegeben und übersetzt von David A. Campbell. Harvard University Press, Cambridge (Mass.) 1982, ISBN 0-674-99157-5 (Griechisch – Englisch).